# Benjamin Freedman
Benjamin Harrison Freedman, (4 de octubre de 1890 - mayo de 1984) fue un empresario estadounidense judío askenazí —después católico— radicado en Nueva York. Freedman fue conocido por su oratoria y como escritor, de lo que se valía para mostrar su visión política antisionista y anticomunista.

## Biografía
Freedman participó en la campaña presidencial de Bernard Baruch y compartía a menudo puesto en las reuniones con el candidato Woodrow Wilson. A su vez, fue socio con Samuel D. Leidesdorf en la compañía John H. Woodbury y en el laboratorio John H. Woodbury Laboratories, un instituto dermatológico y una compañía derivada de la antigua Woodbury Soap Company.
Calificó la Declaración Balfour de ser una conspiración sionista.
En 1946, demandó al Comité Judío-estadounidense por difamación y en 1948 demandó a la  Liga Antinazi ("Anti-Nazi League")por difamaciones en contra de su persona.
Contribuyó con aportes monetarios para Conde McGinley, editor del periódico Sentido Común (Common Sense). En 1955, el rabino Joachim Prinz (1902-1988) (más tarde, presidente del congreso judío-estadounidense), demandó a McGinley por haber catalogado al primero de "rabino comunista", juicio al que Freedman asistió en calidad de testigo. Con el paso de los años, Freedman confeccionó muchos panfletos, en los que denunciaba los males del sionismo y el comunismo. Dentro de esta tónica Freedman se ha convertido en un apoyo para los revisionistas tanto de la Primera Guerra Mundial como de la Segunda (y más de esta última), ya que denunció al sionismo o judaísmo como azuzador de ambas guerras mundiales, diciendo claramente que Alemania, aun bajo el régimen de Hitler, fue una víctima de las maquinaciones sionistas.
El New York Times denunció una reunión celebrada en la Henry George School donde Freedman habló sobre "La Génesis de las tensiones de Medio Oriente". No pocas fueron las reuniones de este tipo en las que participó Benjamin Freedman. En la década de los 70, aun seguía políticamente activo a pesar de sobrepasar los 85 años de edad. En abril de 1984, Benjamin Freedman muere a la edad de 94 años.